# Hédi Malek
 (juillet 2017).
Si vous disposez d'ouvrages ou d'articles de référence ou si vous connaissez des sites web de qualité traitant du thème abordé ici, merci de compléter l'article en donnant les références utiles à sa vérifiabilité et en les liant à la section « Notes et références ».
Hédi Malek, né en 1931 et décédé le 25 mars 2010, est un joueur, entraîneur, arbitre et dirigeant du handball tunisien.
Il est de surcroît le père de l'arbitrage tunisien dans le handball dont il est l'un des représentants au niveau international. Il est par ailleurs l'un des fondateurs de la section de handball du club Al Hilal dont il est longtemps la cheville ouvrière. Le journal Essahafa du 27 mars 2010 le décrit comme un « sportif authentique, un brillant joueur, un entraîneur compétent, un encadreur chevronné, et un dirigeant et un administrateur habile ».

## Carrière

### Joueur
Il entame sa carrière au sein de la Zitouna Sports, de 1954 à 1957, avant de passer au Club africain puis de rejoindre le club d'Al Hilal où il cumule toutes les fonctions (joueur, entraîneur et dirigeant).

### Entraîneur
Après avoir réussi le premier stage d'entraîneurs organisé après l'indépendance de la Tunisie, en 1956, il met son savoir-faire au service de ses clubs et contribue à l'apparition de plusieurs générations de joueurs à l'instar de Raouf Ben Samir, Naceur Jeljeli ou Kamel Fellah.
De 1964 à 1977, en tant qu'entraîneur d'Al Hilal, il remporte notamment le championnat de troisième division nord (1964-1965), celui de deuxième division (1965-1966, 1969-1970) et le championnat cadets (1965-1966). Son équipe termine à la quatrième place de la division nationale en 1970-1971 et dispute la finale de la coupe de Tunisie qu'elle perd contre l'Espérance sportive de Tunis sur un score de 11-14 après prolongation. Les joueurs qu'ils forment attirant l'attention des grands clubs, l'effectif du club se vide et l'équipe rétrograde en divisions inférieures.
De 1977 à 1979, il est entraîneur du Club africain avant de revenir de 1979 à 1984 à Al Hilal avec lequel il remporte le championnat de troisième division nord en 1980-1981. Entraînant en 1984-1985 le Club sportif des cheminots, avec lequel il remporte le championnat de deuxième division, il revient à nouveau à Al Hilal entre 1985 et 1989 ; il lui permet de remporter un nouveau titre de troisième division en 1987 avant de mettre fin à sa carrière active d'entraîneur.
Il assure par ailleurs la fonction de directeur technique national à trois reprises (1966, 1968 et 1989) et celle d'adjoint de l'entraîneur national Firan Harlambi (1966-1971) ; il participe à ce titre au championnat du monde de handball en 1967.

### Dirigeant
Outre ses fonctions au sein de son club, Hédi Malek fait partie à plusieurs reprises du comité exécutif de la Fédération tunisienne de handball, en particulier lors du premier bureau constitué en octobre 1956, où il assure la fonction de secrétaire général adjoint en 1961, celle de membre assesseur et celle de trésorier général en 1966.
Au cours de ses dernières années, il rejoint la direction du sport d'élite au ministère de la Jeunesse et du Sport.